# Cristina Marton
Cristina Marton (* 1974 in Reșița) ist eine rumänische Pianistin.

## Leben
Cristina Marton studierte bei Georg Sava an der Hochschule für Musik Hanns Eisler in Berlin und erhielt Auszeichnungen bei internationalen Wettbewerben wie dem Clara-Schumann-Wettbewerb in Düsseldorf, dem Mozart-Wettbewerb in Salzburg und dem Martha-Argerich-Wettbewerb in Buenos Aires.
Sie nahm Privatunterricht bei Pianisten wie Alfred Brendel, Radu Lupu und Martha Argerich und absolvierte Meisterkurse mit Pianisten wie Karl-Heinz Kämmerling, András Schiff, Bruno Leonardo Gelber, Christian Zacharias, Yara Bernette (1920–2002), Arnulf von Armin (* 1947) und Stephen Kovacevich.
Sie gab Konzerte in Hongkong, New York und Moskau und arbeitet mit vielen Orchestern zusammen.
Seit 2009 lebt sie in Singen (Hohentwiel) und unterrichtet an der dortigen Jugendmusikschule sowie am Leopold-Mozart-Zentrum der Universität Augsburg.